# Mario Cantone
Mario Cantone (Boston, 9 dicembre 1959) è un comico e attore statunitense.
Ha partecipato allo show Steampipe Alley dal 1988 al 1993, e dal 2000 al telefilm Sex and the City; successivamente è apparso in molti show sul canale Comedy Central. Attualmente compare regolarmente nello show The View. Nel 2004 debutta a Broadway con il musical Assassins.
Il comico spesso fa delle imitazioni dei familiari per mettere in mostra gli stereotipi della società moderna.
È apertamente gay e usa spesso stereotipi gay e elementi camp nei suoi spettacoli. Nell'ottobre 2011 sposa a New York il compagno Jerry Dixon.

## Filmografia parziale

### Cinema
- Quiz Show, regia di Robert Redford (1994)
- Io e la mafia (Who Do I Gotta Kill?), regia di Frank Rainone (1994)
- Amore e odio a New York (Happy Hour), regia di Mike Bencivenga (2003)
- Sex and the City, regia di Michael Patrick King (2008)
- Sex and the City 2, regia di Michael Patrick King (2010)
- La vita dopo i figli (Otherhood), regia di Cindy Chupack (2019)

### Televisione
- Sex and the City – serie TV, 12 episodi (2000-2004)
- Sfilata con delitto (Hostile Makeover), regia di Jerry Ciccoritti – film TV (2009)
- Il mistero dei capelli scomparsi (Killer Hair), regia di Jerry Ciccoritti – film TV (2009)
- And Just Like That... – serie TV, 33 episodi (2021-2025)